# Wallstabe & Schneider
Wallstabe & Schneider (vollständig Dichtungstechnik Wallstabe & Schneider GmbH & Co. KG) mit Sitz in Niederwinkling ist ein niederbayerischer Automobilzulieferer.

## Produkte
Wallstabe & Schneider stellt Dichtungen und Präzisionsformteile aus Gummi und Elastomeren her.

## Geschichte
1960 gründeten die Namensgeber Wolf Wallstabe und Fritz Schneider das bis heute familiengeführte Unternehmen.
2005 wurde ein Umsatz von etwa 50 Mio. € erzielt, 2011 waren es mit 500 Mitarbeitern bereits mehr als 100 Mio. €. Vier Jahre später lag der Jahresumsatz bei 140 Mio. €, erwirtschaftet von 647 Mitarbeitern. Bis 2017 stieg der Umsatz auf 174,6 Mio. € und die Belegschaft am Stammsitz auf mehr als 700 Mitarbeiter. Der Umsatz erreichte 2021 193,3 Mio. € bei einer Belegschaft von mehr als 950 Mitarbeitern.
Nach mehrmaligen Erweiterungen wird in Niederwinkling in elf Hallen produziert sowie ein Logistik- und Verwaltungszentrum betrieben.
Mit Wirkung zum 29. März 2021 wurde die Rubbertec GmbH in Nürtingen mit dem zugehörigen bulgarischen Produktionsstandort zu 100 Prozent übernommen.

## Standorte
Wallstabe & Schneider produziert an fünf Orten:
- Niederwinkling (Stammsitz)
- Ambivali, Indien (seit 2010)
- Irapuato, Mexiko (seit 2013)
- Dragoman, Bulgarien (seit 2021)[7]
- Chuzhou City, China (seit 2024)

## Auszeichnungen
- 2012, 2015 und 2018 wurde Wallstabe & Schneider bei jeder ihrer Bewerbungen mit Bayerns Best 50 ausgezeichnet.[4][9][10]
- 2016 erhielt die Firma den Deutschen Bildungspreis.[11]
- Sonderpreis Lebenswerk des niederbayerischen Gründerpreises 2019[12]